# Runnin' Off at da Mouth
Albums de Twista
Resurrection
(1994)
Singles
1. Mr. Tung Twista
Sortie : 22 novembre 1991
2. No Peace Sign
Sortie : 29 mai 1992
3. Ratatattat
Sortie : 28 août 1992

Runnin' Off at da Mouth est le premier album studio de Twista (sous le nom de Tung Twista), sorti le 9 juin 1992.

## Liste des titres
| No  | Titre                                        | Contient un (des) sample(s) de                               | Durée |
| --- | -------------------------------------------- | ------------------------------------------------------------ | ----- |
| 1.  | Ratatattat                                   |                                                              | 3:42  |
| 2.  | Razzamatazz/Jazzamatazz                      |                                                              | 3:24  |
| 3.  | No Peace Sign                                | Funky Drummer de James Brown Think (About It) de Lyn Collins | 3:48  |
| 4.  | Nun ah Y'all Can Hang                        |                                                              | 3:55  |
| 5.  | Mr. Tung Twista (featuring Tyrone Chilifoot) |                                                              | 4:08  |
| 6.  | Back 2 School                                |                                                              | 3:37  |
| 7.  | One Down, 2 2 Go                             |                                                              | 3:21  |
| 8.  | Frum da Tip of My Tung                       |                                                              | 3:01  |
| 9.  | Snap Happy                                   |                                                              | 3:49  |
| 10. | Runnin' Off at da Mouth                      |                                                              | 4:18  |
| 11. | Say What                                     |                                                              | 4:02  |